# Jurské
Jurské (deutsch Sankt Girgen oder Sankt Georgen, ungarisch Szepesszentgyörgy,  bis 1907 Szentgyörgy) ist eine Gemeinde im Norden der Slowakei mit 1504 Einwohnern (31. Dezember 2024). Sie gehört zum Okres Kežmarok, einem Teil des Prešovský kraj und wird zur traditionellen Landschaft Zips gezählt.

## Geographie

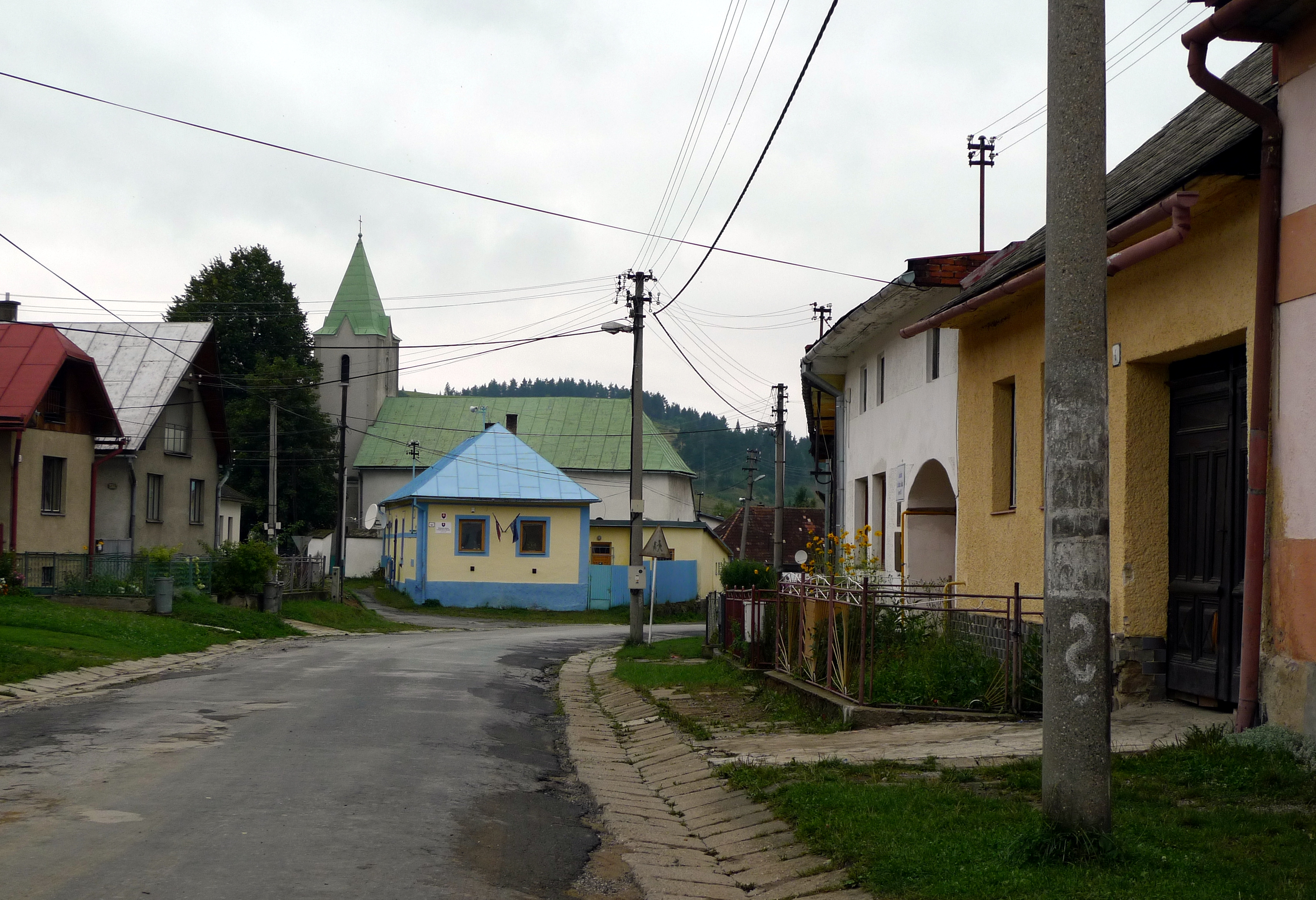
Zentrum von Jurské

Die Gemeinde befindet sich am westlichen Rand der Leutschauer Berge im kleinen Tal des Baches Holumnický potok. Das Ortszentrum liegt auf einer Höhe von 647 m n.m. und ist sieben Kilometer von Podolínec sowie 20 Kilometer von Kežmarok entfernt.

## Geschichte
Der Ort wurde im 13. Jahrhundert von Angehörigen des Geschlechts Görgey gegründet und zum ersten Mal 1294 als Sanctus Georgius schriftlich erwähnt. Der Name ist vom Patrozinium der frühgotischen Kirche abgeleitet. 1828 sind 78 Häuser und 581 Einwohner verzeichnet, die vorwiegend in Landwirtschaft beschäftigt waren. Am Anfang des 20. Jahrhunderts waren zudem Leinenweberei und Ölpressen verbreitet.
Bis 1918 gehörte der im Komitat Zips liegende Ort zum Königreich Ungarn und kam danach zur Tschechoslowakei bzw. heute Slowakei.

## Bevölkerung
| Jahr                | 1994 | 2004     | 2014     | 2024     |
| ------------------- | ---- | -------- | -------- | -------- |
| Anzahl der Personen | 611  | 823      | 1145     | 1504     |
| Unterschied         |      | +34,69 % | +39,12 % | +31,35 % |

| Jahr                | 2023 | 2024    |
| ------------------- | ---- | ------- |
| Anzahl der Personen | 1464 | 1504    |
| Unterschied         |      | +2,73 % |

Ergebnisse nach der Volkszählung 2001 (758 Einwohner):
| Nach Ethnie: - 84,04 % Roma - 14,51 % Slowaken - 0,13 % Magyaren | Nach Konfession: - 95,78 % römisch-katholisch - 3,03 % keine Angabe - 0,92 % evangelisch - 0,26 % konfessionslos |

## Sehenswürdigkeiten
- römisch-katholische Georgskirche, im 13. Jahrhundert im frühgotischen Stil erbaut, im 17. Jahrhundert barockisiert
- evangelische Kirche im spätklassizistischen Stil aus dem Jahr 1865